# Eresus tristis
Espèce
Eresus tristis est une espèce d'araignées aranéomorphes de la famille des Eresidae.

## Distribution
Cette espèce est endémique de l'oblys de Turkestan au Kazakhstan,. Elle se rencontre vers la Syr-Daria.

## Description
Le mâle holotype mesure 7,5 mm.

## Publication originale
- Kroneberg, 1875 : « Araneae. Puteshestvie v Tourkestan. Reisen in Turkestan. Zoologischer Theil. » Gesellschaft der Naturforscher in Moskau, vol. 19, p. 1-58.